# Bodega Cooperativa de Rubí

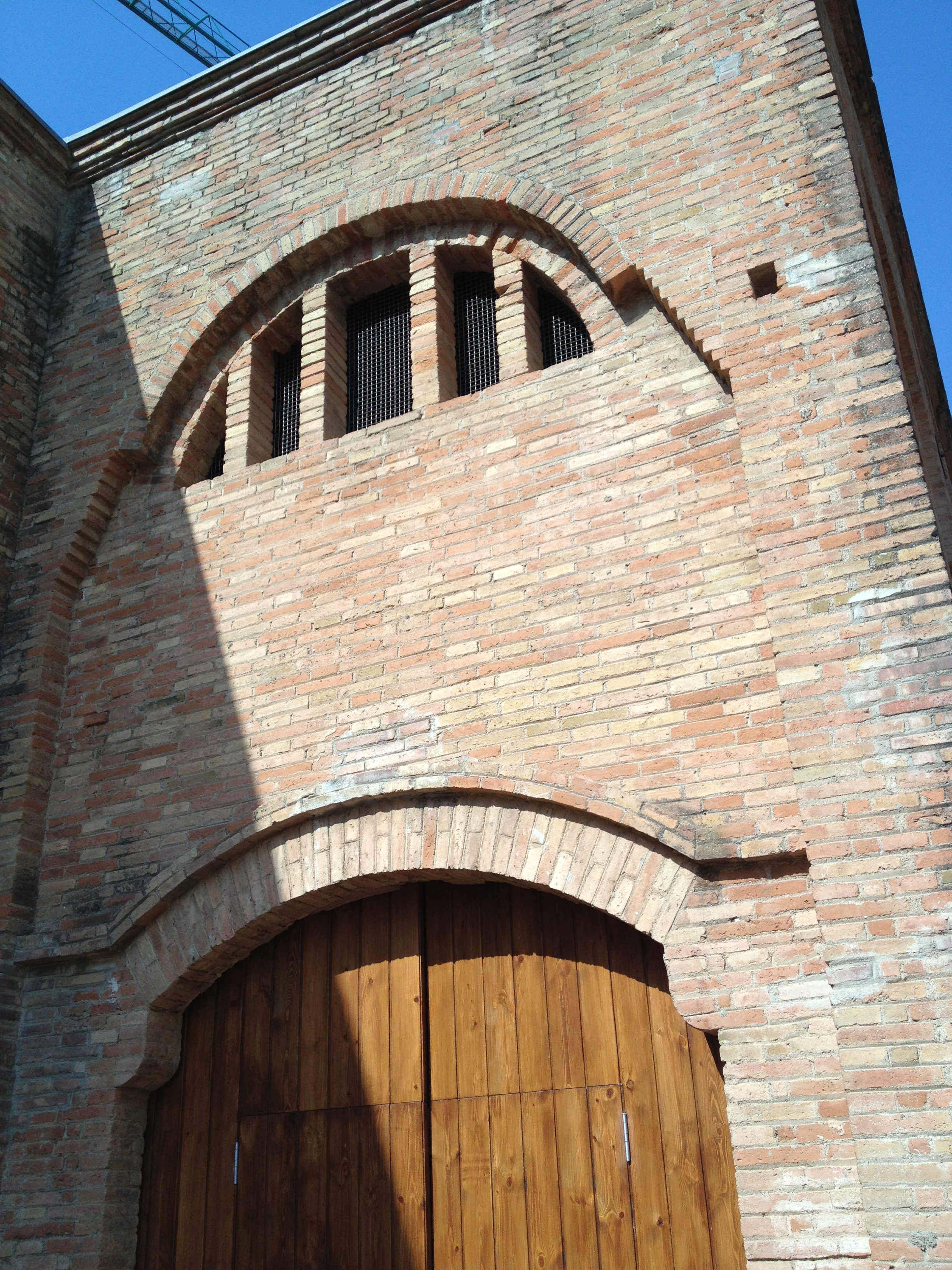
Puerta lateral

La Bodega Cooperativa de Rubí (en catalán, Celler Cooperatiu de Rubí) es un edificio modernista construido entre los años 1920 y 1921, y que se halla situado entre las calles Federico García Lorca, General Prim, Pintor Murillo y Pintor Coello de Rubí (Barcelona, España). Es obra del arquitecto modernista catalán Cèsar Martinell. Fue la penúltima bodega que construyó y es contemporánea de la que construyó en Pinell de Bray. Las bodegas proyectadas por César Martinell entre 1918 y 1923 son llamadas Catedrales del vino por su riqueza de espacio y su luz. Constituyen, posiblemente, el conjunto de obras agrarias más importantes construidas en Cataluña.

## La entidad Bodega Cooperativa

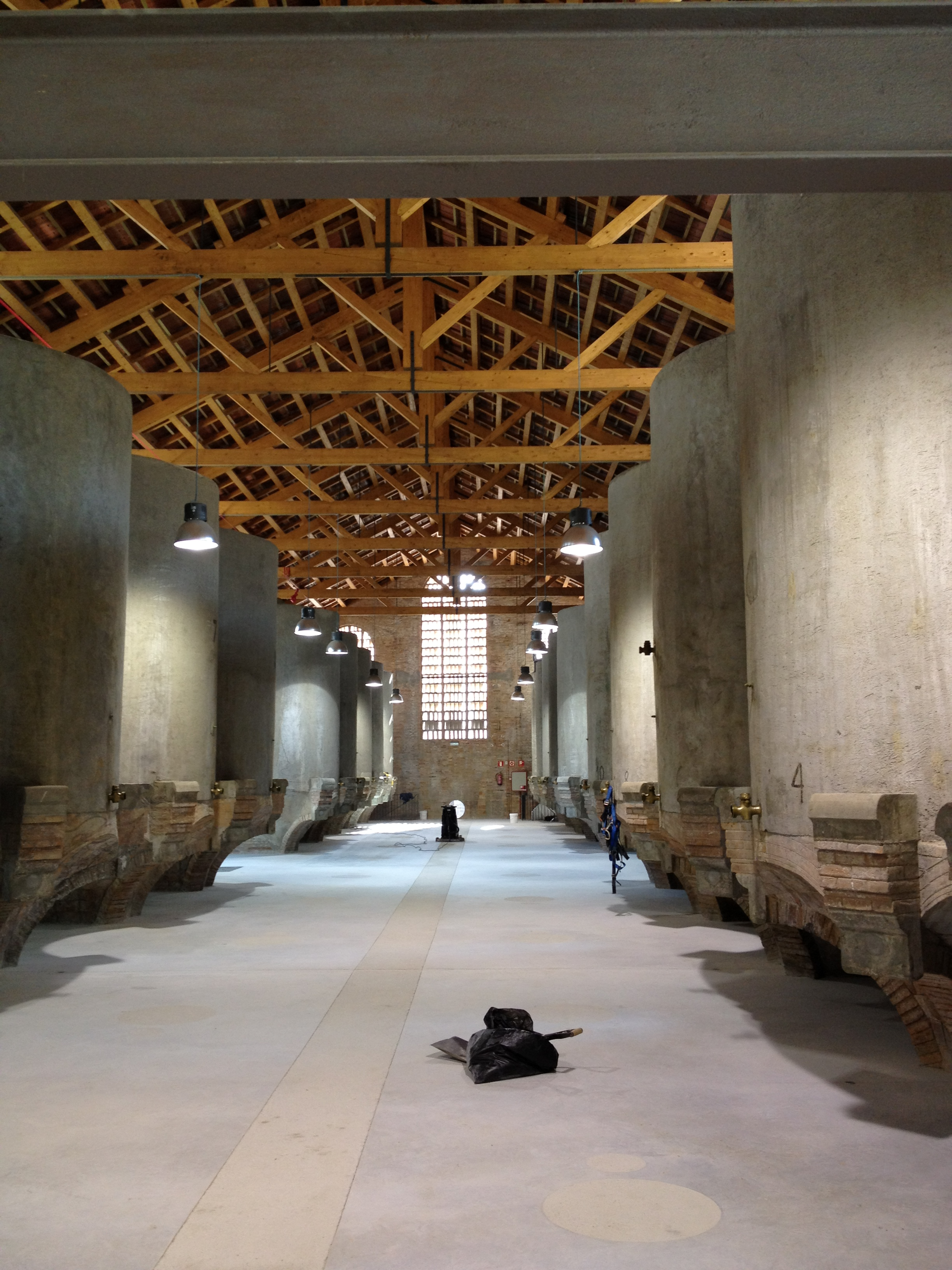
Planta principal. Tinas de vino

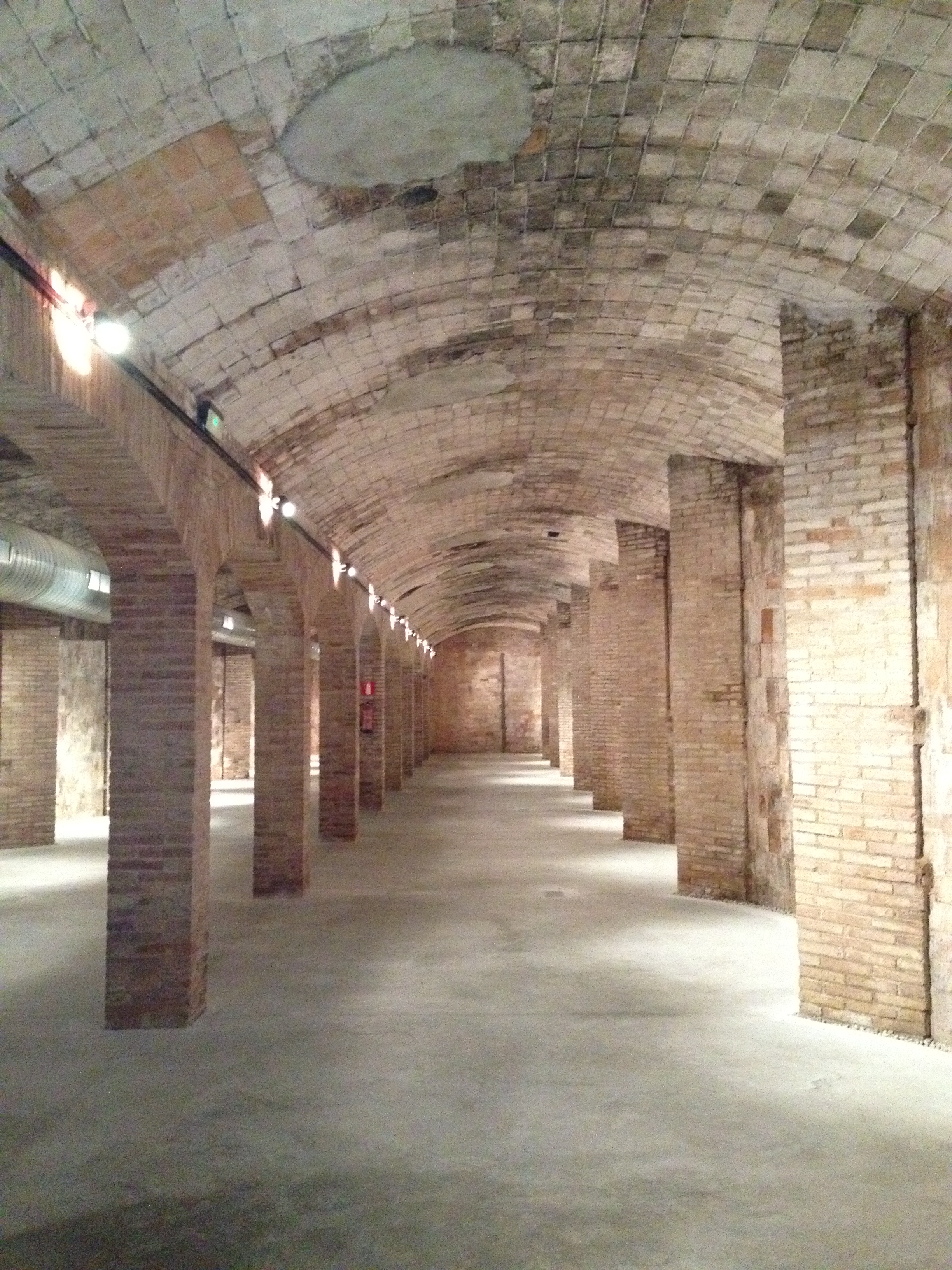
Sala inferior

La Bodega Cooperativa de Rubí fue fundada el 16 de marzo de 1919 como sección dependiente de la Cámara Agrícola Oficial de la localidad, el actual Casino Español. Un grupo de 119 labradores decidieron formar una cooperativa para ser más competitivos. Esta entidad adquirió unos terrenos de 3.189 metros cuadrados para edificar una bodega.
En 1920 se encargó la construcción de la bodega al discípulo de Antoni Gaudí, Cesar Martinell.
En 1921 quedaron aprobados los estatutos, quedando integrada la sociedad en la “Unió de Vinyaters de Catalunya". En la Exposición Internacional de Barcelona de 1929 obtuvo la medalla de plata y una mención honorífica.
A finales de 1932 la Bodega Cooperativa se desligó de la Cámara agrícola y después de varias fusiones y cambios hacia 1939 adoptó el nombre de Bodega Cooperativa de Rubí, Sociedad Cooperativa Catalana Limitada.
La sociedad se fue ampliando hasta el año 1958. Paralelamente su capacidad vinícola fue aumentando hasta los 27.000 hl.
En la década de 1960 empieza a entrar en decadencia especialmente a partir de la riada de 1962. Durante la década de 1970 se fue reduciendo su producción. En el año 1989 la cooperativa cerró sus puertas dado que su capacidad había quedado reducida a 2.000 hl. Fue cuando el Ayuntamiento de Rubí adquirió el edificio y el terreno que lo rodea.

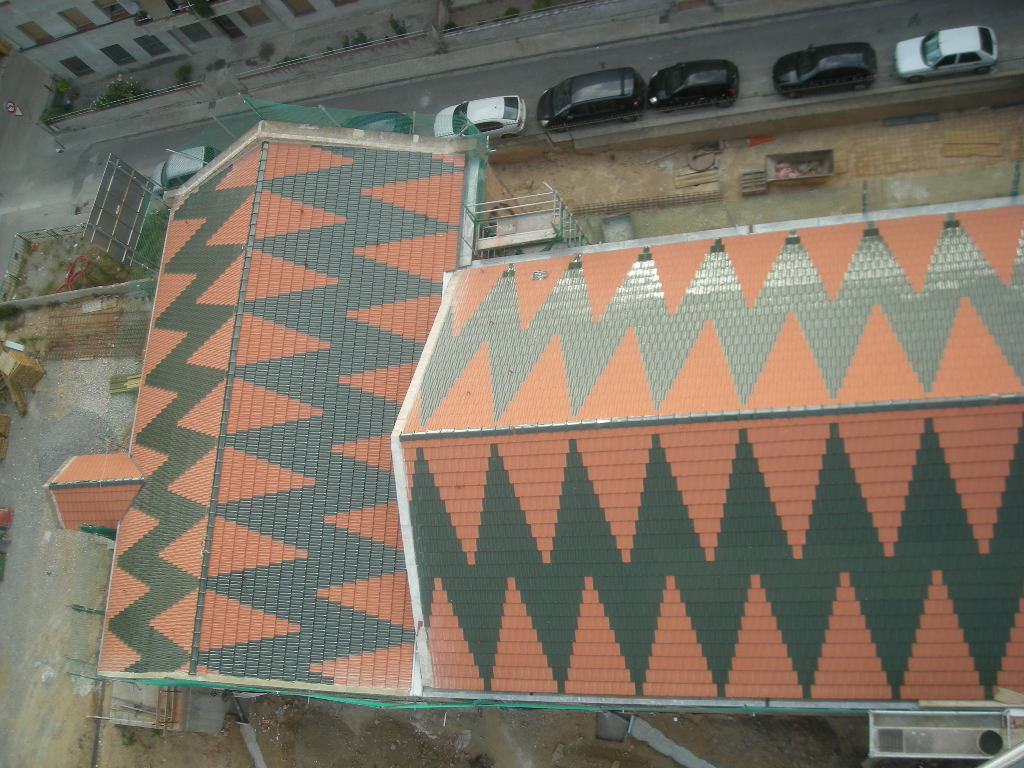
El nuevo tejado de la bodega

## El edificio
La construcción de la bodega se inició en 1920. A pesar de que el proyecto preveía dos naves paralelas, sólo se  construyó una y la sala de máquinas, en la parte posterior. El edificio consta de una nave principal en forma de ele, doble muro de ladrillo, ventanas semicirculares con pilares y una cubierta de dos vertientes.
Las tinas de la nave principal están dispuestas en dos hileras paralelas y se encuentran separadas del suelo mediante unos pies de tinas formados por arcos atirantados. En la tina número 10 en una baldosa blanca se encuentra escrito el nombre del constructor: José Montemar, c/ Sarriá, 8 de las Cortes. Las tinas se encuentran enlazadas por su parte superior mediante unos pasillos colgados, a los que se accede por una escalera de caracol. En el subterráneo se instalaron dos hileras de depósitos cilíndricos.
Todo el edificio está realizado con obra de ladrillo.
En el año 1957 se construyó una segunda nave. Se trata de un cuerpo rectangular. Que se destinó al almacenamiento y la venta de vino y derivados. Esta nave es un elemento aparte no integrado ni estructuralmente ni compositivamente con el resto del edificio.

## La rehabilitación
En agosto de 2007 se hundió una parte del tejado. La Bodega fue restaurada bajo la dirección del arquitecto Joan Albert Adell. Se construyeron dos escaleras y un ascensor para conectar las dos plantas. Se  preservaron los arcos de descarga en forma de palmera, que sirven para soportar las tinas y mantenerlas levantadas, así como las pilastras de ladrillos de la planta subterránea, los dos elementos característicos del modernismo catalán que se pueden encontrar en pocos edificios.
El tejado se renovó en su totalidad siguiendo los cánones modernistas con teja de color verde y tierra. En la primera planta del edificio, a la cual se accede desde la calle del Pintor Murillo, se ha mantenido la doble altura, con una pequeña plataforma desde la que se puede ver todo el espacio central de la nave y las 20 tinas originales. Después de restaurar la bodega y  acabar las obras de su entorno, se inauguró el edificio el 26 de octubre de 2013